# Isztambul–Ankara nagysebességű vasútvonal
Az Isztambul–Ankara nagysebességű vasútvonal egy normál nyomtávú, 562 km hosszú, kétvágányú, 25 kV 50 Hz-cel villamosított nagysebességű vasútvonal Törökországban Isztambul és Ankara között. A vonalon 4 állomás található, maximális sebessége a TCDD HT65000 sorozatú motorvonatoknak 250 km/h. A vasút Ankara és Eskişehir közötti szakasza 2009. március 13-án, az Eskişehir és Isztambul közötti szakasz pedig 2014. július 25-én nyílt meg.